# Pete Jacobs
Pete Jacobs (Sydney, 27 ottobre 1981) è un triatleta australiano.

## Carriera
Nel 2011 si è classificato al 2 posto assoluto ai campionati del mondo di Ironman, alle spalle del connazionale Craig Alexander, facendo registrare il miglior parziale nella corsa (2:42:29).
L'anno successivo si laurea campione del mondo Ironman, vincendo con un tempo di 8:18:37 davanti al tedesco Andreas Raelert (8:23:40) e al belga Frederik Van Lierde (8:24:09).

## Titoli
- Ironman Hawaii - 2012
- Ironman
  - Australia - 2011
  - Filippine - 2010, 2011
- Ironman 70.3
  - Busselton  - 2006, 2007, 2008